# Roland Böer

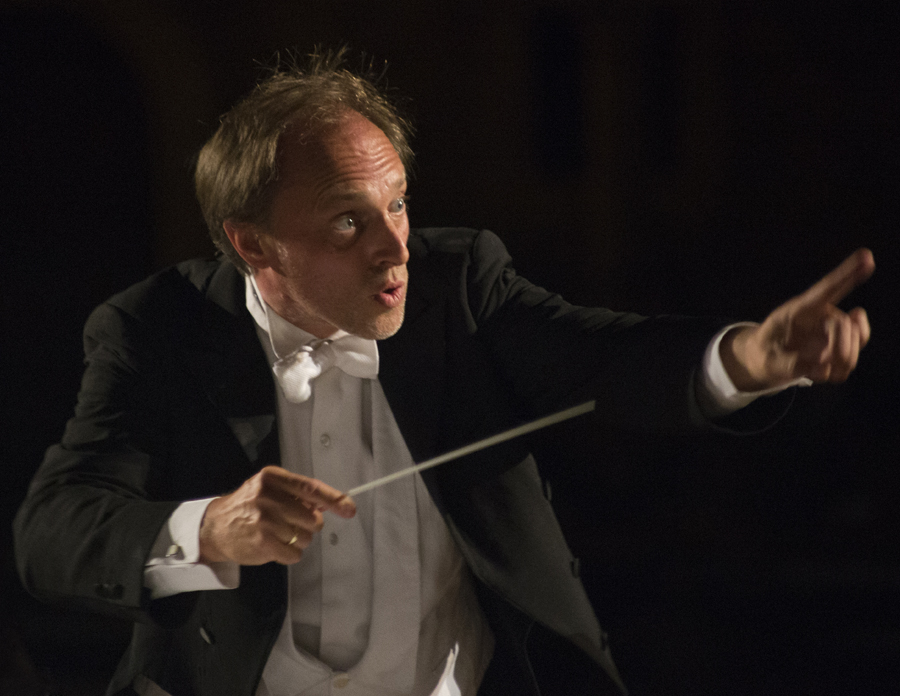
Roland Böer (2017)

Roland Böer (* 6. Dezember 1970 in Bad Homburg vor der Höhe) ist ein deutscher Dirigent. Bis 2020 war er zwölf Jahre lang künstlerischer und musikalischer Leiter des Cantiere Internationale d’Arte di Montepulciano, bis 2019 außerdem Erster Gastdirigent des Michailowski-Theaters in Sankt Petersburg. Seit der Saison 2023/24 ist er in der Nachfolge von Joana Mallwitz Chefdirigent der Staatsphilharmonie Nürnberg.

## Leben und Karriere

### Studium und erste Engagements
Nach seinem Musikstudium mit Hauptfach Dirigieren bei Günther Wich an der Staatlichen Hochschule für Musik in Würzburg war er von 1996 bis 1999 Solorepetitor an der Oper Frankfurt und musikalischer Leiter der Kammeroper Frankfurt. Von 1999 bis 2001 ging er als Solorepetitor mit Dirigierverpflichtung an die Deutsche Oper am Rhein in Düsseldorf/Duisburg und arbeitete außerdem als Assistent von Antonio Pappano während der Bayreuther Festspiele, am Théâtre de la Monnaie in Brüssel und am Royal Opera House Covent Garden in London.
Von 2002 bis 2008 war er Kapellmeister an der Oper Frankfurt.

### Oper
Als Operndirigent gastierte er u. a. am Teatro alla Scala, an den Opernhäusern in Rom, Florenz und Bari, am Royal Opera House Covent Garden und der English National Opera in London, an den Königlichen Opernhäusern in Stockholm und Kopenhagen, den Staatsopern Warschau, Budapest und Prag, an der Opéra National du Rhin und der Opéra de Nice, der Wiener Volksoper sowie der Deutschen und Komischen Oper Berlin. 2018 debütiert er am New National Theatre Tokyo und an der Opéra de Lyon.
Er erarbeitete zahlreiche Neuproduktionen mit Regisseuren wie Daniele Abbado, William Kentridge, Tilman Knabe, Christoph Loy, Caterina Panti Liberovici, David McVicar, Keith Warner und Stein Winge.

### Konzert
Als Konzertdirigent war er u. a. zu Gast beim London Symphony Orchestra, dem Royal Liverpool Philharmonic und Bournemouth Symphony Orchestra, der Filarmonica della Scala, dem Orchester der Accademia di Santa Cecilia, dem Maggio Musicale Fiorentino und dem Orchester des Teatro Regio in Turin, dem Oslo Philharmonic Orchestra und dem Orchestre Philharmonique de Luxembourg, sowie beim hr-Sinfonieorchester Frankfurt, dem Rundfunkorchester des Bayerischen Rundfunks und der Radiophilharmonie Saarbrücken-Kaiserslautern.
Er konzertierte mit namhaften Solisten, darunter Christian Tetzlaff, Janine Jansen, Veronika Eberle, Francesco d’Orazio, Christel Lee und Julian Rachlin, Heinrich Schiff, Miklos Perenyi, Mischa Maisky und Danjulo Ishizaka, Claire Marie Le Guay, Mariangela Vacatello und Markus Bellheim.
Er dirigierte das Ensemble Modern, Northern Sinfonia, das Scottish Chamber Orchestra, das Orchestra Regionale della Toscana und die Deutsche Kammerphilharmonie Bremen.

## Cantiere Internazionale d’Arte di Montepulciano
Das „Cantiere Internazionale d’Arte“ (it. wörtlich: Internationale Kunstwerkstatt) wurde 1976 durch den Komponisten Hans Werner Henze ins Leben gerufen und ist bis heute eng mit seinem Namen und Schaffen verbunden. Roland Böer übernahm 2009 die musikalische Leitung und wirkte von 2015 bis 2020, als Nachfolger des Komponisten Detlev Glanert, außerdem als künstlerischer Direktor des Festivals, in dem jährlich junge Musiker gemeinsam mit international renommierten Künstlern arbeiten und auftreten. Da alle Mitwirkenden ausnahmslos auf ihre Gage verzichten, steht dabei allein das gemeinsame Musizieren im Vordergrund.
Für herausragende Verdienste um das kulturelle Leben Montepulciano wurde Roland Böer 2018 der „Grifo Poliziano“ und damit die Ehrenbürgerschaft der Stadt verliehen.

## Tonaufnahmen
- Adagietto (Michiè Nakamaru, Philharmonia Orchestra, Roland Böer), EMI, TOCE-55629
- Federico Ricci: Corrado d’Altamura (Dimitra Theodossiou, Dmitry Korchak, James Westman, Ann Taylor, Andrew Foster-Williams, Cora Burggraaf, Geoffrey Mitchell Choir, Philharmonia Orchestra, Roland Böer), Weltersteinspielung, OperaRara, ORR246
- Alexander Glasunow, Les Saisons / Robert Schumann: 1. Sinfonie, Bearbeitung von Gustav Mahler (Bamberger Symphoniker, Roland Böer), Archiv-Produktion des Bayerischen Rundfunks
- Voice 2015: Mitschnitt der 4 Finalkonzerte des Internationalen Königin-Elisabeth-Gesangswettbewerbs in Brüssel (Orchestre de la Monnaie, Roland Böer)
- Wolfgang Amadeus Mozart, Die Zauberflöte – Teatro alla Scala Mailand (Regie: William Kentridge, Bühnenbild: William Kentridge und Sabine Theunissen, Kostüme: Greta Goiris, Licht: Jennifer Tipton, Video: Catherine Meyburgh. Mitwirkende: Groissböck, Pirgu, Roth, Shagimuratova, Kühmeier, Mikolaj, Grötzinger, Radner, Massaro, Caccamo, De Prez, Tynan, Esposito, Bronder, Sadnik, Lim. Orchester und Chor des Teatro alla Scala, Mailand. Chordirektor: Bruno Casoni. Musikalische Leitung: Roland Böer) OPUS ARTE, DVD/Blu-ray (OA 1066 D)